# Ružomberok
Ružomberok (Ausspracheⓘ; deutsch Rosenberg, ungarisch Rózsahegy, polnisch Rużomberk) ist eine Stadt in der mittleren Slowakei mit 26.384 Einwohnern (Stand 31. Dezember 2024). Sie ist Sitz des Okres Ružomberok und eines der zwei Zentren der traditionellen Landschaft Liptau (slowakisch Liptov).

## Geographie

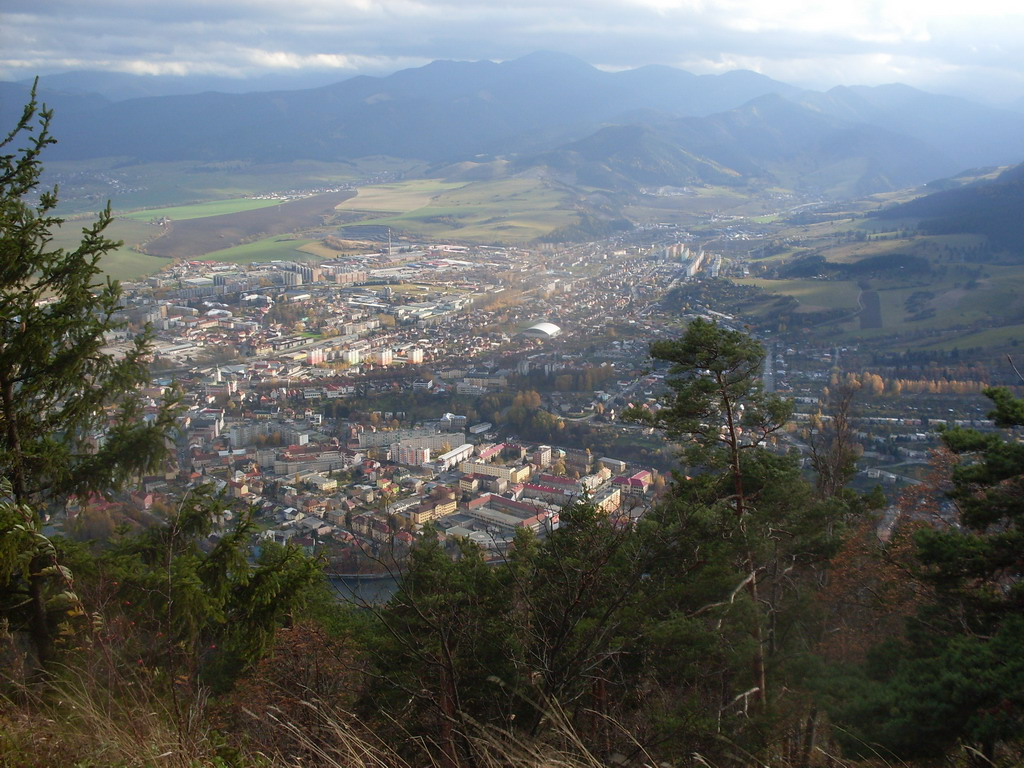
Blick auf Ružomberok von Čebrať aus

Die Stadt Ružomberok liegt am Westende des Talkessels Podtatranská kotlina, genauer: der Untereinheit Liptovská kotlina, auf einer Höhe von 494 m n.m. Durch die Stadt fließt in Ost-West-Richtung die Waag, die hier die linksufrige Revúca sowie die rechtsufrige Likavka aufnimmt. Ružomberok liegt am Fuße einiger der höchsten Gebirge der Slowakei (Niedere Tatra im Südosten, Große Fatra im Südwesten und Westen und Chočské vrchy im Norden). Die Stadt ist bekannt für ihre landschaftlich attraktive Lage mit Blick auf die umliegenden Gebirge. Zwei prominente Berge sind der Čebrať (1052 m n.m.) nördlich und das Malinné (1209 m n.m.) südlich der Waag in der Großen Fatra. Die Stadt ist 54 Kilometer von Banská Bystrica, 63 Kilometer von Žilina, 160 Kilometer von Krakau (PL), 193 Kilometer von Košice sowie 264 Kilometer von Bratislava gelegen (Straßenentfernung). Das Gemeindegebiet ist 126,72 km² groß.
Verwaltungstechnisch besteht Ružomberok aus folgenden sechs Ortsteilen: Biely Potok (1882 eingemeindet), Černová (nach 1808 eingemeindet), Hrboltová (1976 eingemeindet), Ružomberok, Rybárpole und Vlkolínec (1882 eingemeindet).
Die folgenden Angaben beziehen sich auf die Luftlinie zum nächsten Ortszentrum, und die Entfernungen sind auf halbe Kilometer kaufmännisch gerundet. Städte sind fett hervorgehoben.
| Komjatná 8,5 km              | Likavka, Dolný Kubín 1 km, 14 km                | Martinček 2,5 km                         |
| Hubová, Martin 9,5 km, 28 km | Kompassrose, die auf Nachbargemeinden zeigt     | Lisková, Liptovský Mikuláš 3,5 km, 22 km |
| Turčianske Teplice 40,5 km   | Liptovská Osada, Banská Bystrica 15 km, 40,5 km | Štiavnička 2,5 km                        |

## Geschichte

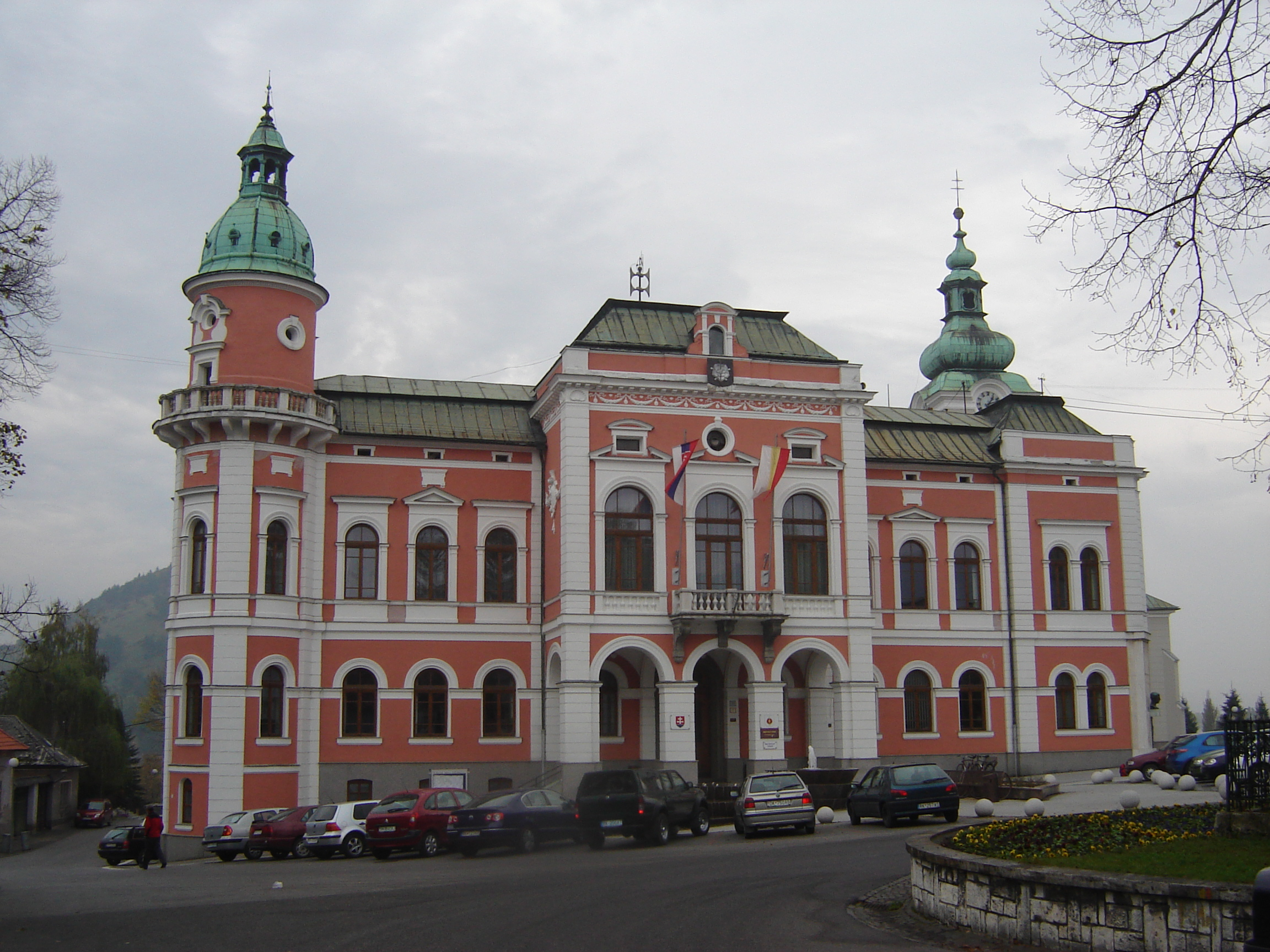
Rathaus von Ružomberok

Ružomberok wurde 1233 zum ersten Mal schriftlich als terra Reuche erwähnt und erhielt das Stadtrecht im Jahr 1318. Zu dieser Zeit kamen im Rahmen der deutschen Ostkolonisierung deutsche Siedler an, die die Stadtverwaltung übernahmen, im Laufe der Jahrhunderte sich jedoch slowakisierten. Von 1339 bis 1390 war das damalige Rosenberg eine Freie Königliche Stadt, dann war es wieder den Gespanen der Gespanschaft Liptau und der Burg Likava untertänig, was die zukünftige Entwicklung recht hemmte. 1405 erhielt Ružomberok das Marktrecht, litt jedoch in den Jahren 1431–34, als die Stadt mehrmals von den Hussiten geplündert wurde. Trotz heftiger Auseinandersetzungen mit der Burg Likava entwickelten sich Zünfte und Handel: So gab es Ende des 17. Jahrhunderts Zünfte der Schneider, Schuster, Metzger und Schmiede, zudem einige Mühlen und Sägewerke. Die erste Schule wurde 1537 gegründet.
Im 19. Jahrhundert wurde die Stadt zu einem der Zentren der slowakischen Nationalbewegung und war im Königreich Ungarn – gemessen an der Anzahl der ansässigen Slowaken – eine der größten „slowakischen“ Städte. In der zweiten Hälfte des 19. Jahrhunderts kam es – insbesondere nach der Fertigstellung der Kaschau-Oderberger Bahn im Jahr 1871 – zu einem Aufschwung der Industrie, beispielsweise von Papier- und Holzstoffwerken sowie einer Ziegelei. Ende des 19. Jahrhunderts entstand eine Textilfabrik.
1907 war der Ortsteil Černová Standort der Tragödie von Černová, bei deren 15 Menschen ums Leben kamen.
Nach dem Zerfall Österreich-Ungarns im Jahr 1918 gehörte die Stadt zur neu entstandenen Tschechoslowakei. In den 1930er Jahren kam es in Ružomberok auf Grund der Weltwirtschaftskrise oft zu Streiks und Unruhen. In der Zeit der Ersten Slowakischen Republik (1939–45) war Ružomberok Sitz einer der sechs Gespanschaften, der Tatraer Gespanschaft (slowakisch Tatranská župa). Vom Ausbruch des Slowakischen Nationalaufstandes bis zur Besetzung durch die Rote Armee am 15. April 1945 kam es in der Stadt und Umgebung zu schweren Gefechten. Ende August 1944 fanden 146 Karpatendeutsche einen gewaltsamen Tod.
In der wiederhergestellten Tschechoslowakei verlor Ružomberok den jahrelangen Status einer Kreisstadt und wurde Teil des Kreises Liptovský Mikuláš; dies bis zur erneuten Unabhängigkeit der Slowakei im Jahr 1996.
Heute ist die Stadt mit ihrem Papier- und Zellulosewerk noch immer von Industrie geprägt, dennoch entwickeln sich seit einigen Jahren auch Dienstleistungssektor und Fremdverkehr, wie im Skigebiet Malinné oder im Bauerndorf Vlkolínec, das seit 1993 Teil des UNESCO-Welterbes ist.

## Bevölkerung
| Jahr                | 1994   | 2004    | 2014    | 2024    |
| ------------------- | ------ | ------- | ------- | ------- |
| Anzahl der Personen | 30.660 | 30.058  | 27.551  | 26.384  |
| Unterschied         |        | −1,96 % | −8,34 % | −4,23 % |

| Jahr                | 2023   | 2024    |
| ------------------- | ------ | ------- |
| Anzahl der Personen | 26.548 | 26.384  |
| Unterschied         |        | −0,61 % |

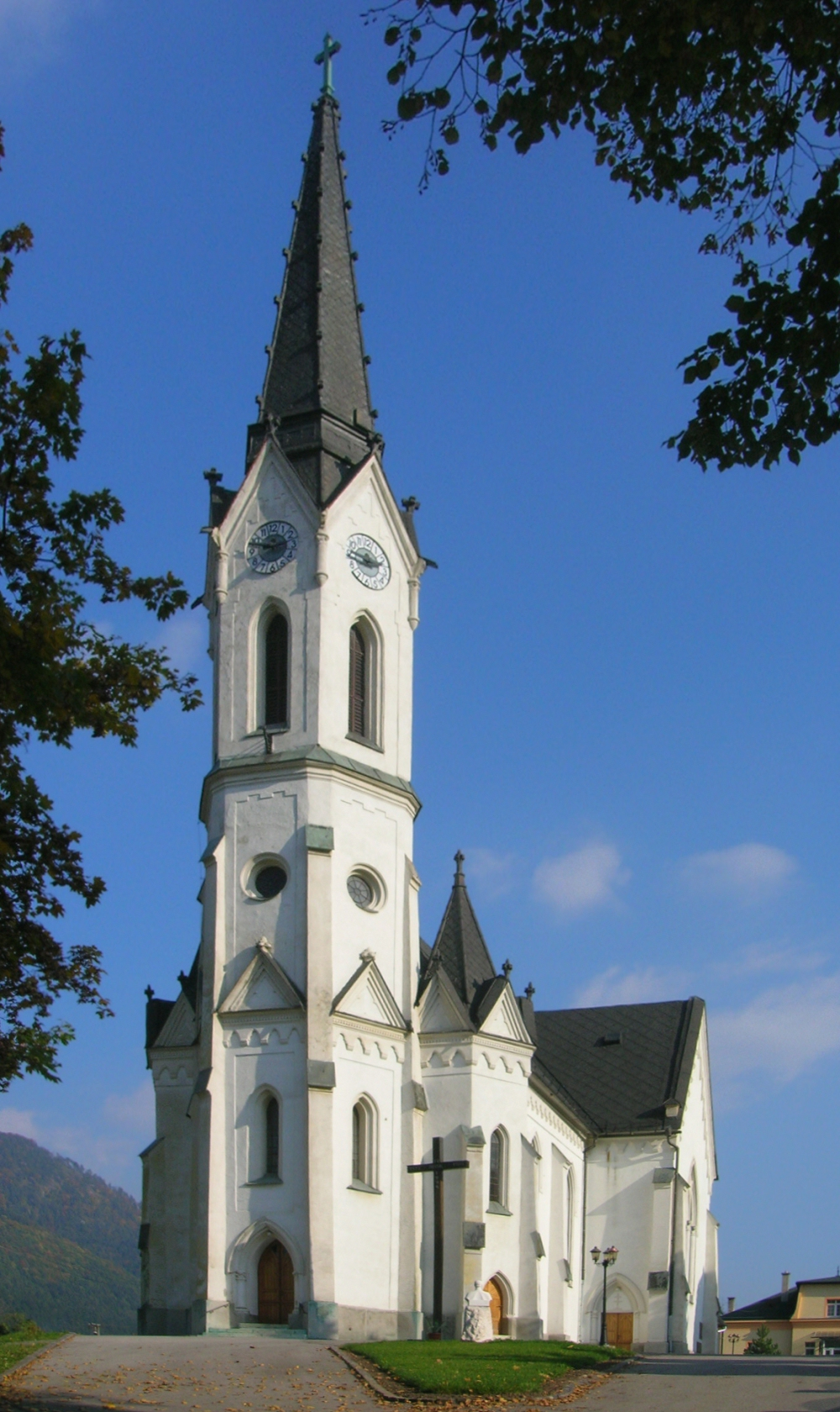
Kirche im Ortsteil Černová

Auszug aus den Ergebnissen der Volkszählung 2001 (30.417 Einwohner):
| Nach Ethnie: - 96,64 % Slowaken - 0,95 % Roma/Sinti - 0,87 % Tschechen - 0,13 % Magyaren - 0,13 % Ukrainer | Nach Religion: - 75,47 % römisch-katholisch - 14,65 % konfessionslos - 5,46 % evangelisch - 2,76 % keine Angabe - 0,44 % griechisch-katholisch |

## Sehenswürdigkeiten
- Andreaskirche

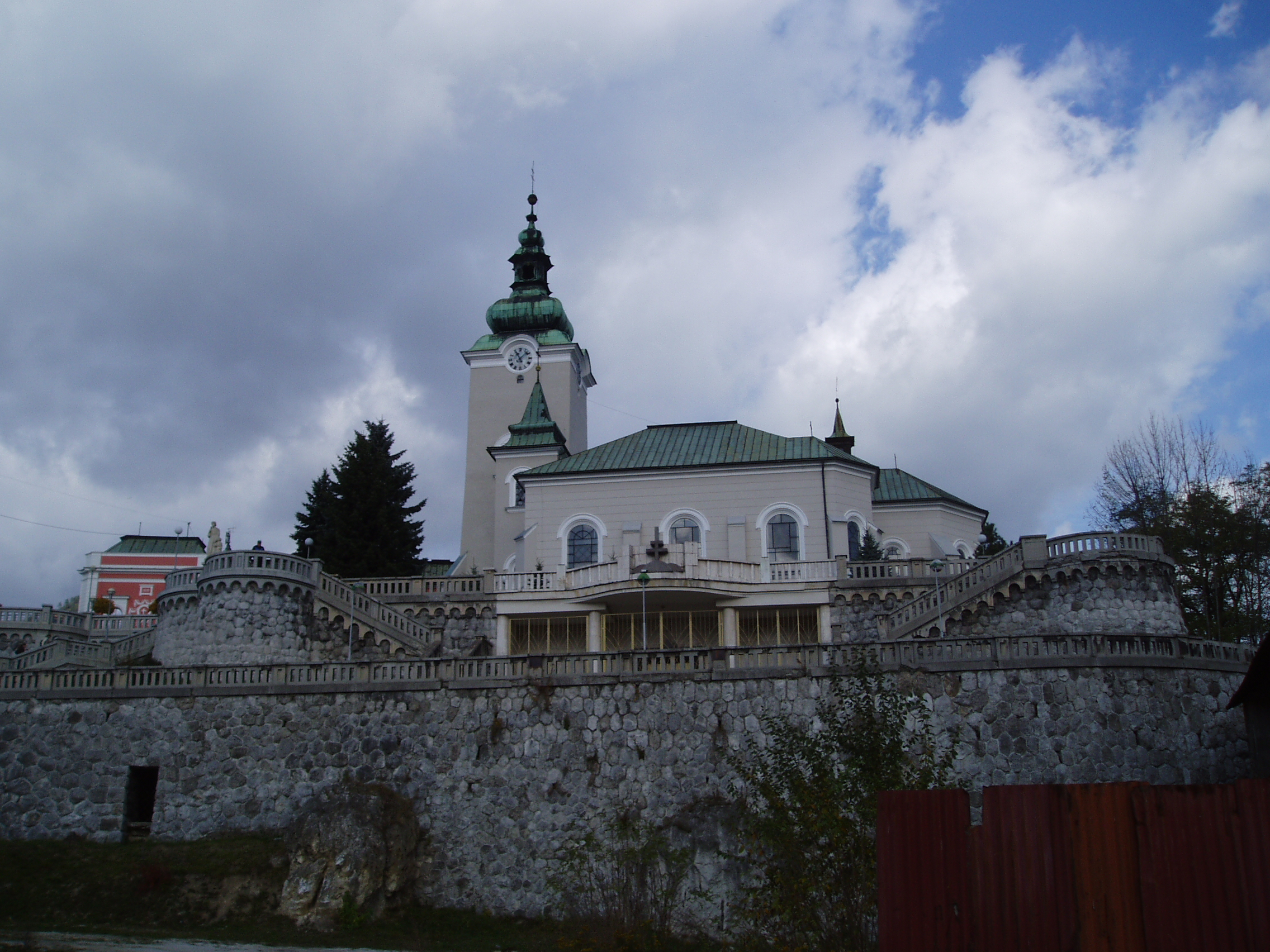
Kirche des Heiligen Andreas

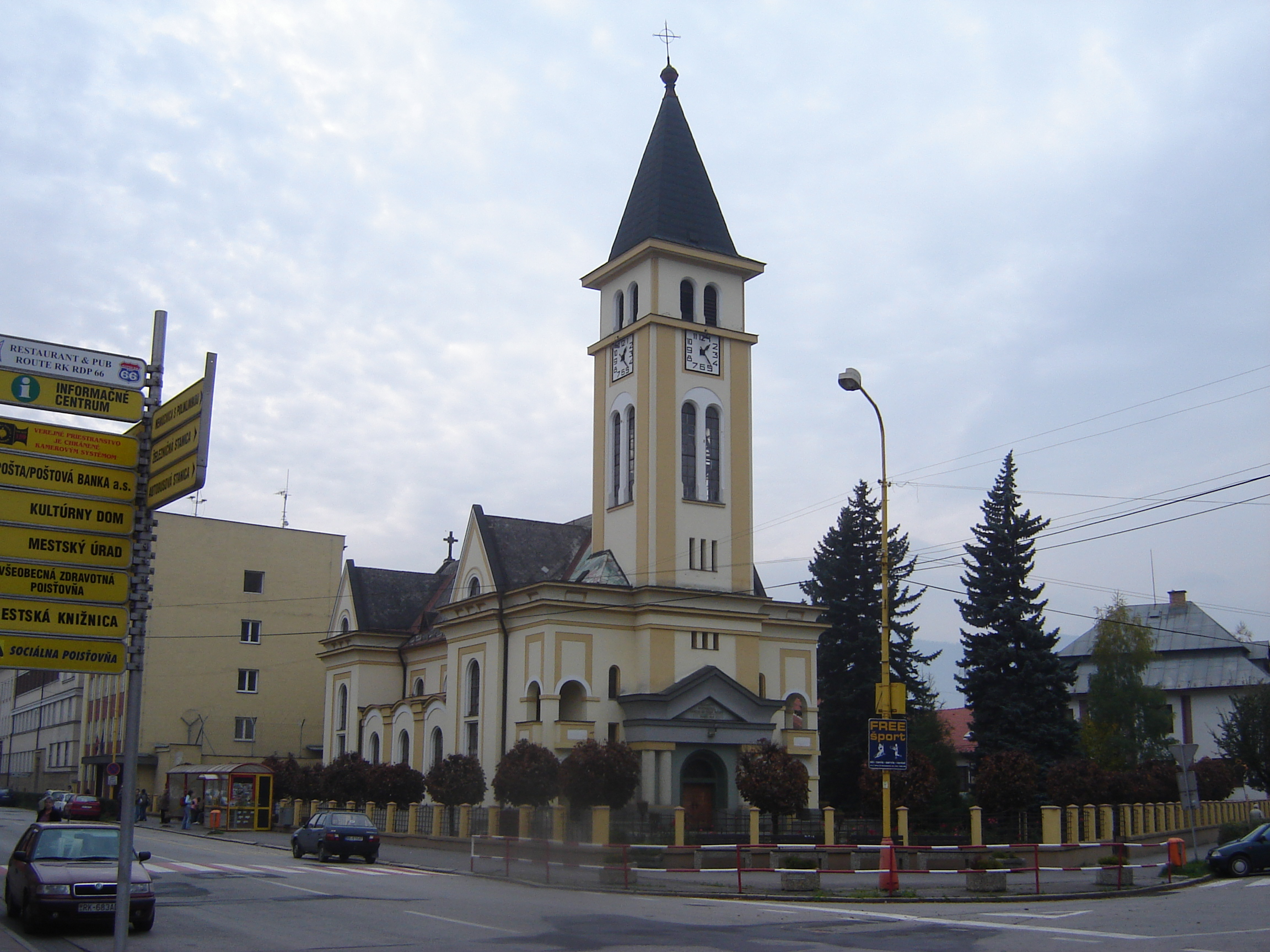
Evangelische Kirche

- Balustraden an der südlichen Seite des ehemaligen Hauptplatzes – „Rínok“
- Gebäude des Piaristengymnasiums
- Synagoge, erbaut 1880
- Bergbauerndorf Vlkolínec
- Historischer Stadtkern
- Rathaus
- Heiligkreuz-Kloster
- Denkmal im Mausoleum Andrej Hlinkas im Stadtteil Černová
- Denkmal zur Erinnerung an das Massaker in Černova 1907
- Römisch-katholische Kirche der Jungfrau Maria
- Mondi SCP Ružomberok

## Tourismus
- Ružomberok ist eine der wichtigsten Fremdenverkehrsregionen der Slowakei. Am Stadtrand befindet sich das viertgrößte Skigebiet des Landes, Malinné Brdo (modernste Kabinenbahn, 1 Sesselbahn, 9 Skilifte, 12 Pisten).
- Vlkolínec – ein Gebirgsdorf, welches in das UNESCO-Weltkulturerbe aufgenommen wurde: Holzhäuser, Brunnen und Kirche; jedes Wochenende verschiedene Kulturveranstaltungen; Kindersportplatz aus Holz; Holzskulpturen auf der Wiese vor dem Dorf; Galerie mit Handarbeiten der ansässigen Dorfbewohner
- Allerheiligenkirche, zwei Kilometer von der Stadt bei Ludrová (älteste Kirche der Region Liptau)
- Liptovské múzeum[5]
- Galerie von Ľudovít Fulla[6], in der sich nicht nur das Gesamtwerk des slowakischen Malers und Graphikers Ľudovít Fulla befindet, sondern auch diverse Ausstellungen sowie die Konzertreihe für zeitgenössische Musik 'Hudba u Fullu'[7] (Musik bei Fulla) mit Aufführungen von kammermusikalischen Werken bedeutender slowakischer Komponisten wie Vladimír Godár, Peter Machajdík, Ilja Zeljenka und Martin Burlas stattfinden.
- Neun markierte Wanderwege; beste Aussichtspunkte in der Umgebung sind: Čebrať, Predný Choč, Tlstá hora, Malinné Brdo, Sidorovo, Mních.
- Canyoning-Möglichkeit – in Canyon Hučiaky in der Niederen Tatra unter dem Berg Salatín im Tal Ludrovská dolina
- Paragliding vom Flugplatz Lisková aus
- Rafting, Kayaking

## Sport
- Fußballklub: MFK Ružomberok
- Basketball – Frauen MBK Ružomberok (3× Europameister)

## Verkehr

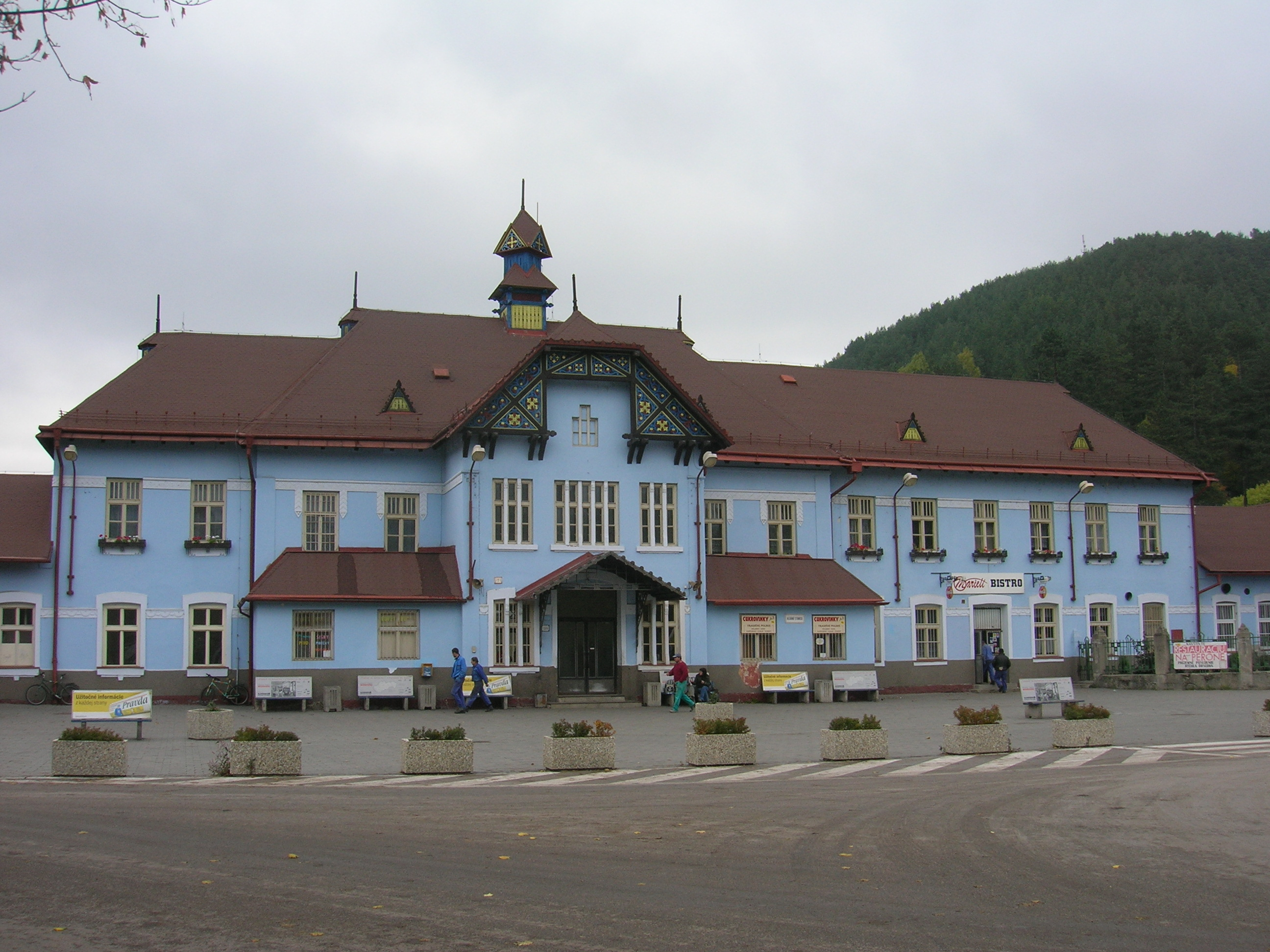
Bahnhof von Ružomberok

- Eisenbahn: Ružomberok liegt an der zweigleisigen Bahnstrecke Žilina–Košice und besitzt einen Bahnhof, der an der Grenze zum Gemeindegebiet von Likavka liegt. Von 1908 bis 1974 gab es zudem die Schmalspurbahn Ružomberok–Korytnica.
- Straße: In der Stadt kreuzen sich die Staatsstraße 18 (E 50) und die Staatsstraße 59 (E 77). Diese oft belastete Straßen sollen in der Zukunft durch die Autobahn D1 sowie Schnellstraße R1 ergänzt werden.
- ÖPNV: Es gibt ein kleines Netz mit 5 Buslinien und 1 Minibuslinie (Stand 2011)[8]
- Fernbus: Es bestehen je nach Wochentag zwei bis drei tägliche Verbindungen nach Budapest oder Krakau sowie eine tägliche Verbindungen nach Brünn und Prag.[9]

## Söhne und Töchter der Stadt
- Coloman Belopotoczky (1845–1914), Professor der Pastoral- und Moraltheologie, Titularbischof von Tricale, 1890 bis 1911 Apostolischer Feldvikar (=höchster kath. Geistlicher) der k.u.k. Armee
- Andrej Hlinka (1864–1938), slowakischer Priester, Politiker und Anführer der slowakischen Patrioten/Nationalisten
- Erich Gschöpf (1874–1933), österreichischer Architekt
- Leo Kestenberg (1882–1962), österreichisch-ungarischer, tschechoslowakischer, deutscher und israelischer Kulturpolitiker, Pianist, Pädagoge
- Július Stano (1900–1971), Politiker
- Karol Sidor (1901–1953), Publizist, Autor und Politiker
- Ľudovít Fulla (1902–1980), Maler und Graphiker
- Peter Lorre (1904–1964), österreichischer Filmschauspieler, Drehbuchautor, Filmregisseur
- Melitta Schmideberg (1904–1983), österreichisch-britische Psychoanalytikerin
- Václav Čevona (1922–2008), Mittelstreckenläufer
- Vlasta Průchová (1926–2006), Jazzsängerin
- Ján Zimmer (1926–1993), Komponist und Pianist
- Jozef Vengloš (1936–2021), Fußballspieler und -trainer
- Jan Lichardus (1939–2004), Archäologe
- Dušan Galis (* 1949), Fußballspieler, Fußballtrainer und Politiker
- Dárius Rusnák (* 1959), Eishockeyspieler, -trainer und -funktionär
- Marián Kočner (* 1963), Unternehmer
- Milan Luhový (* 1963), Fußballspieler
- Miro Slušný (* 1964), Skispringer
- Tatiana Kutlíková (* 1972), Skilangläuferin und Biathletin
- Silvia Šuvadová (* 1973), Schauspielerin
- Dušan Švento (* 1985), Fußballspieler
- Katarína Ištóková (* 1986), Fußballspielerin
- Matúš Kmeť (* 2000), Fußballspieler

## Sonstiges
Im Militärkrankenhaus von Ružomberok wurde im April 2010 ein Protonenbeschleuniger für die Protonentherapie in Betrieb genommen. Er stellte zu diesem Zeitpunkt ein Unikat in Mitteleuropa dar und sollte sowohl der klinischen Therapie als auch der Forschung dienen.